# Бангладеш на Сурдлимпийских играх
Бангладеш участвует в летних Сурдлимпийских играх с Игр 1981 года (не участвовали в Играх 1985, 1993, 2001—2022 годов), в зимних Сурдлимпийских играх на настоящий момент не участвовали ни разу. По состоянию на лето 2023 медалей на Играх ещё не выигрывали.